# Палихович, Лилиана Васильевна
Лилиа́на Васильевна Палихо́вич (рум. Liliana Palihovici; род. 26 ноября 1971, с. Хородиште, Каларашский район, Молдавская ССР, СССР) — молдавский политик, заместитель председателя Либерал-демократической партии Молдовы. Вице-председатель парламента Республики Молдова с 30 декабря 2010 по 9 декабря 2014 года. Исполняющая обязанности председателя парламента Республики Молдова с 25 апреля по 30 мая 2013 года.

## Биография
Лилиана Васильевна Палихович родилась 26 ноября 1971 года в селе Городище, Каларашского района, Молдавской ССР. В 1994 году окончила исторический факультет Государственного университета Молдовы. В 1999 году получила постуниверситетское образование по специальности «современные иностранные языки». В 2001-2003 годах изучала международные отношения в Академии публичного управления при Президенте Республики Молдова.

## Профессиональная деятельность
В 1993-1995 годах — преподаватель истории в столичном лицее «Мирча Элиаде», в 1995-2001 годах занимала должность главного специалиста по проблемам молодежи в Дирекции молодежи Департамента молодежи Министерства образования Республики Молдова. В 2001 году возглавила Дирекцию молодежи Департамента молодежи и спорта Республики Молдова, занимала должность до 2003 года. С 2004 по 2007 год — консультант ЮНИСЕФ, координатор проекта по расширению социал-экономических прав и возможностей молодежи, в 2007-2008 годах — консультант Всемирного банка.

## Политическая деятельность
В 2007 году входила в инициативную группу по созданию Либерал-демократической партии Молдовы. На учредительном съезде партии была избрана вице-председателем. Дважды в 2009 году, в 2010 и 2014 годах избирается в парламент по спискам ЛДПМ. Была членом парламентской комиссии по социальной защите, здравоохранению и семье.
30 декабря 2010 года была избрана вице-председателем парламента Республики Молдова. После отставки Мариана Лупу и до избрания Игоря Кормана исполняла обязанности председателя парламента Республики Молдова (25 апреля—30 мая 2013).

## Семья
Муж — Сергей Палихович, генеральный секретарь Правительства Республики Молдова (2015—2016). Ранее занимал должность заместителя генерального секретаря Правительства (2014—2015) и министра окружающей среды Республики Молдова в Правительстве Кирилла Габурича (2015).
Дети — Дан-Мариус и Ангел-Давид.

## Награды
- 2014 — Орден Республики[5]
- 2017 — Медаль «МПА СНГ. 25 лет» (Межпарламентская ассамблея СНГ) — за заслуги в деле развития и укрепления парламентаризма, за вклад в развитие и совершенствование правовых основ функционирования Содружества Независимых Государств, укрепление международных связей и межпарламентского сотрудничества[6]